# Lijst van voertuigen en machines uit Thunderbirds
Dit is een lijst van alle belangrijke voertuigen en machines uit de Britse supermarionation-serie Thunderbirds(1965-66) alsmede de remake Thunderbirds Are Go (2015). De originele zijn ontworpen door Derek Meddings.

## Thunderbird-voertuigen
Omdat het een geheime onafhankelijke organisatie betreft, zijn alle voertuigen verborgen in Tracy island, en daarom is van buitenaf niets bijzonders te zien. In het woonhuis kunnen gewoon gasten ontvangen worden, want alles wat betreft International Rescue kan worden verborgen.  

### Thunderbird 1
Thunderbird 1 is een raketvliegtuig dat snelheden tot 25 000 kilometer per uur (mach 22,6) kan halen. Thunderbird 1 wordt meestal bestuurd door Scott Tracy, maar in de aflevering Atlantic Inferno nam Alan Tracy de besturing tijdelijk over.
Thunderbird 1 is grotendeels zilvergrijs van kleur met een blauwe onderkant en rode neus. Nadat hij op rails een helling afgedaald is, en het zwembad is weggeschoven, wordt hij verticaal gelanceerd vanuit een geheime ruimte onder dat zwembad. Hij kan daar ook verticaal in landen. Op andere locaties kan hij óók horizontaal landen en opstijgen met raketaandrijving. Bij hoge snelheden vliegt Thunderbird 1 met de vleugels ingeklapt waardoor hij meer op een raket lijkt. Thunderbird 1 kan ook stil in de lucht blijven hangen en is bewapend met een machinegeweer onder aan de romp.
De primaire functie van Thunderbird 1 is dienstdoen als verkenningsvliegtuig. Door de hoge snelheid is hij altijd als eerste bij een rampgebied, waarna Scott de situatie kan inschatten en alvast een reddingsplan kan opstellen voordat Thunderbird 2 arriveert. Thunderbird 1 bevat onder andere een mobiele camera, een mobiel communicatiestation, een onderwatersonar, een boordkanon en een magneetklamp.
Over de lengte van Thunderbird 1 bestaan uiteenlopende gegevens, maar over het algemeen wordt aangenomen dat dit 35 meter is, met een spanwijdte van 24 meter. 
De geheime toegang bevindt zich in het woonhuis op Tracy Island. Daarachter wordt Thunderbird 1 bereikt door middel van een uitschuifbare brug.
In de live-actionfilm heeft Thunderbird 1 ramen bovenop waardoor de cockpit beter zichtbaar is. Deze is wit met blauw. Hij draagt raketten die bij een brand dankzij een explosie de zuurstof bij een vuur weg kunnen halen. Thunderbird 1 heeft hier extra motoren die hem helpen in de lucht te blijven. Thunderbird 1 heeft in deze versie vier stoelen.

### Thunderbird 2
Thunderbird 2 is het grote, groene transportvliegtuig, en in veel afleveringen het belangrijkste toestel van International Rescue. Thunderbird 2 wordt altijd bestuurd door Virgil en biedt plaats aan meerdere passagiers.
Thunderbird 2 is verborgen in een hangar achter een rotswand die omhoog kan kantelen. Voor het vertrek van het eiland rolt hij over zijn startbaan. De palmbomen die naast de baan staan kantelen, zodat de vleugels er langs passen. Als de palmbomen rechtop staan is de doorgang zo smal dat niemand een breed voertuig verwacht. Vermomming dus. Aan het einde van de baan wordt hij gelanceerd vanaf een  lanceerplatform dat automatisch schuin omhoog gaat staan. Net als Thunderbird 1 kan hij verticaal opstijgen en landen met raketaandrijving, en stil blijven hangen in de lucht.
De hoofdtaak van Thunderbird 2 is het vervoeren van het reddingsmateriaal naar een rampplek. Deze reddingsmaterialen zijn opgeborgen in zes containers. Thunderbird 2 heeft in het midden een open ruimte, waar deze containers precies inpassen. Thunderbird 2 kan op de plaats van bestemming zichzelf omhoog tillen met vier hydraulische poten, waardoor de container los op de grond komt te staan en de voertuigen uitgeladen kunnen worden langs de automatische laadklep of lanceerhelling.
Van zichzelf is Thunderbird 2 uitgerust met een ontsnappingscapsule, magnetische grijpers om dingen op te tillen, een sonar, lijnen met klampen, haken en klauwen. Verder kan hij touwen en ladders laten zakken. Onder de neus zit een machinegeweer ter verdediging.
Thunderbird 2 is 76 meter lang, 18 meter hoog en heeft een spanwijdte van 55 meter. De snelheid ligt tegen de 10 000 kilometer per uur. In de hele serie is Thunderbird 2 de enige van de Thunderbirdmachines die een keer zwaar beschadigd raakte en daarmee een tijdje buiten gebruik was (Terror in New York City). 
De geheime toegang bevindt zich in het woonhuis op Tracy Island. Erachter is een transportband en glijbaan, die de piloot liggend naar Thunderbird 2 brengt. De piloot gaat daar langs de bovenkant naar binnen en komt precies uit op de stoel achter het stuur. 
In de live-actionfilm heeft Thunderbird 2 vleugels die verder naar achter zijn geplaatst en hebben de containers plaats gemaakt voor een vaste laadruimte met een opening aan de onderkant. Net als Thunderbird 1 in de live-actionfilm heeft Thunderbird 2 extra motoren aan de onderkant die helpen bij het behouden van de hoogte.
In de remake-serie Thunderbirds Are Go worden de verschillende wagens in de containers niet op zichzelf vervoerd, maar zijn er twee van een cabine voorziene modulaire apparaten (die hier pods genoemd worden). Deze kunnen in korte tijd in de container worden omgebouwd tot een voer- of vliegtuig dat voor diverse reddingsmissies kan worden ingezet. Een andere container wordt gebruikt voor brandbestrijding door middel van geluidsgolven.

### Thunderbird 3
Thunderbird 3 is een oranje raket bedoeld voor ruimtereddingen en voor contact met Thunderbird 5, waar hij dan aan gekoppeld wordt. Hiermee liepen de bedenkers vooruit op de latere echte ruimtestations. Thunderbird 3 stijgt op vanuit een geheime ruimte, onder het "ronde huis". Als enige wordt hij direct gelanceerd, zonder "omwegen". Hij wordt afwisselend bestuurd door Alan en John, met Scott als co-astronaut. In theorie wisselen Alan en John elkaar per maand af. In de praktijk ziet men in de serie John echter maar een handvol keren Thunderbird 3 besturen (in The Mighty Atom, Danger at Ocean Deep, The Uninvited), en dan altijd voor vervoer van en naar Thunderbird 5. In de aflevering Ricochet bestuurde Virgil Thunderbird 3 een keer.
Thunderbird 3 is de minst gebruikte van de vijf primaire Thunderbird-machines. In de hele serie is hij slechts driemaal betrokken bij een reddingsmissie, te weten in Sun Probe, The Imposters en Ricochet. Thunderbird 3 is 87 meter lang met een 7 meter breed lichaam en een spanwijdte (inclusief de motoren) van 24 meter. De raket gebruikt chemische raketten en deeltjesversnellers voor voortstuwing. 
De geheime toegang bevindt zich in het woonhuis. Een zitbank zakt door de vloer en komt veel lager uit op een rail. Via die rail wordt het ronde huis bereikt; het gastenverblijf, en tevens de lanceerplek van Thunderbird 3. De rail stopt onder de raket, waarna de bank omhoog gaat tot in de raket. Een tweede bank gaat retour naar het woonhuis, zodat daar geen gat in de grond te zien is en eventuele gasten niets vreemds zien.
Net als Thunderbird 1 is Thunderbird 3 in de live-actionfilm voorzien van ramen in de cockpit. Hij heeft vijf stoelen en koppelt zijwaarts via een tunnel met Thunderbird 5. Er worden 6 motoren in plaats van 3 gebruikt, 3 in de vorm van een driehoek die de oorspronkelijke Thunderbird 3 ook had, en 3 kleine motoren in het midden.

### Thunderbird 4
Thunderbird 4 is een gele onderzeeër met raketaandrijving, en de kleinste van de Thunderbirdmachines (alleen Thunderbird 6 is nog kleiner). Thunderbird 4 is de enige van de vijf primaire machines die niet op eigen kracht een rampgebied kan bereiken maar altijd gebracht moet worden. Dat gebeurt meestal door Thunderbird 2. Een uitzondering is de aflevering Terror in New York City, toen Thunderbird 2 buiten gebruik was en Thunderbird 4 door een marineschip naar New York moest worden gebracht.
Thunderbird 4 wordt gelanceerd vanuit de container en bestuurd door Gordon. Hij heeft verschillende lasapparaten in de neus, bumpers, harpoenen, een uitschuifbare slaapgasbuis en een sterk zoeklicht. Thunderbird 4 is 9 meter lang en 3 meter breed.
In de live-actionfilm lijkt Thunderbird 4 in vrijwel niets meer op de versie uit de serie. Er is nu een grijparm aanwezig, de ramen zijn anders, en de vorm is ronder. 
In de remake-serie wordt Thunderbird 4 ook in het heelal gebruikt, zonder water. En hij heeft dan wel een eigen lanceer-tunnel op Tracy Island. Hij hoeft dus niet altijd vervoerd te worden. En in een van de remake-afleveringen blijkt hij ook in Thunderbird 3 vervoerd te kunnen worden.  

### Thunderbird 5
Thunderbird 5 is een cirkelvormig  ruimtestation. Hij lijkt totaal niet op de andere machines en heeft ook geen raketaandrijving.  Thunderbird 5 is de grootste van de Thunderbirdmachines met een lengte van 122 meter, en breedte van 90 meter en een hoogte van 83 meter. Thunderbird 5 is de enige van de Thunderbird-machines die geen functie heeft als reddingsvoertuig maar enkel voor communicatiedoeleinden dient. Thunderbird 5 wordt afwisselend bemand door Alan en John (hoewel in de serie meestal John in Thunderbird 5 zit).
Thunderbird 5 kan alle radiozenders ontvangen en oproepen om hulp eruit filteren. Verder is Thunderbird 5 van groot belang voor communicatie tussen de andere Thunderbirdmachines en de basis. John kan bijvoorbeeld informatie geven over hoe Scott en Virgil te werk gaan. De apparatuur aan boord van Thunderbird 5 is dermate geavanceerd en geautomatiseerd dat het hele ruimtestation door één bemanningslid draaiende kan worden gehouden.
Thunderbird 5 is het enige "voertuig" met zijn eigen themalied. In de stripserie van de Thunderbirds verblijft Scott een tijdje in Thunderbird 5 wanneer hij tijdens afwezigheid van Jeff en Brains de leiding over International Rescue krijgt.
Voor de live-actionfilm heeft Thunderbird 5 de meeste veranderingen ondergaan, hij is groter, hij heeft meer ramen, is platter en heeft een zonnescherm op zijn dak.
In Thunderbirds Are Go heeft Thunderbird 5 eveneens de grootste wijziging ondergaan van alle Thunderbirdmachines. Het ruimtestation is in deze serie voorzien van een roterende ring, die kunstmatige zwaartekracht op kan wekken. Deze was in de originele serie niet aanwezig, en was volgens de comics voorzien van speciale zwaartekrachtgeneratoren. Tevens bezit hij een ruimtelift. 
Voor het transport van goederen en personen wordt Thunderbird 3 gebruikt, en er aan vast gekoppeld, zoals dat later zou gebeuren met echte ruimtestations. Het is daarmee het enige van de vooruitziende uitvindingen die tot nu in het echt gerealiseerd is.

### Thunderbird 6
Thunderbird 6 is een klein tweedekkervliegtuigje, type Tiger Moth, dat wordt geïntroduceerd tijdens de gelijknamige tweede film. Dit vliegtuigje is niet bedacht door Gerry Anderson maar door zijn vrouw: Sylvia Anderson.
De Tiger Moth werd oorspronkelijk door Alan gekocht omdat hij op een avontuurlijke manier naar Engeland wilde reizen. In de climax van die film is het vliegtuigje het enige transportmiddel dat kan worden gebruikt om de bemanning en passagiers van het gestrande Skyship One te redden omdat alle andere voertuigen van International Rescue te groot en te zwaar zijn. Daarom wordt het aan het einde van de film tot Thunderbird 6 gedoopt.
Thunderbird 6 komt in de televisieserie niet voor en heeft Brains als piloot. Hij werd vervoerd in pod (kist) nummer 6 van Thunderbird 2.
Gedurende de film ontwerpt Brains eerst een aantal andere machines als potentiële Thunderbird 6, maar deze ontwerpen worden allemaal afgekeurd door Jeff.
Thunderbird 6 komt nergens voor in de live-actionfilm.

### Thunderbird Shadow
Thunderbird Shadow, of kortweg Thunderbird S, is een voertuig dat uitsluitend voorkomt in de remake-serie Thunderbirds Are Go.
Thunderbird Shadow is een zwart straalvliegtuig ontworpen voor Stealth-missies. Deze Thunderbird lijkt qua ontwerp sterk op de Lockheed SR-71. Thunderbird Shadow is de persoonlijke Thunderbird van Kayo en is voorzien van een motorvoertuig waarbij de cabine tevens ook voor Thunderbird Shadow bedoeld is. 
In dezelfde remake-serie komt ook de Zero-XL voor. In deze enorme raket kunnen Thunderbird 1,2 & 3 meereizen. Met Thunderbird 4 in Thunderbird 2 kunnen er dan dus 5 Thunderbirds tezamen onderweg zijn.

## Reddingsmachines
Deze machines worden allemaal door Thunderbird 2 vervoerd.
MoleThe Mole (Mol in het Nederlands) is een enorme, bemande graafmachine in de vorm van een boor. The Mole wordt meestal vervoerd in capsule 5 of 3 van Thunderbird 2. The Mole is in staat om snel ondergronds te reizen door zelfs het hardste gesteente. Het voertuig wordt gelanceerd vanaf een mobiel onderstel, en boort zich met raketaandrijving diagonaal de grond in. The Mole is te zien in Pit of Peril, City of Fire, The Duchess Assignment en de live-actionfilm. The Mole wordt gezien als een van de populairste reddingsmachines uit de serie. In de live-actionfilm is The Mole ongeveer hetzelfde.
FireflyDe Firefly is een hittebestendige bulldozer met een kanon als wapen. Deze machine is vooral bedoeld om bij branden snel puin te ruimen en zo de weg vrij te maken voor de andere reddingsmachines. Wordt gebruikt in de afleveringen City of Fire en Terror in New York City. Het kanon kan ook worden ingezet voor het bestrijden van brand. In de live-actionfilm wordt deze slechts één keer (foutief) gebruikt, als verdediging.
High speed elevator carsVier auto’s met een groot platform op het dak, bedoeld om als vervangend landingsgestel te dienen voor vliegtuigen. Eén wordt handmatig bestuurd, de andere drie worden bestuurd door het hoofdliftvoertuig. Worden gebruikt in de 1e aflevering, Trapped in the Sky. De Elevator Cars kunnen hard genoeg rijden om elk vliegtuig bij te houden. Elke wagen heeft twaalf wielen en zware remmen. Hun inzet tijdens de pilotaflevering wordt beschouwd als een van de meest memorabele reddingsacties uit de serie en wordt in het eerste seizoen van de remake Thunderbirds are Go in gemoderniseerde vorm herhaald als eerbetoon.
Recovery VehicleTwee rode voertuigen met sterke afschietbare magneten om zware voorwerpen uit een put of kuil te halen. Werden gebruikt in de aflevering Pit of Peril. Een voertuig wordt handmatig bestuurd, de andere volgt automatisch de handelingen van het eerste op.
DomoEen machine met vooraan twee mechanische armen met drie zuignappen. In de aflevering The Duchess Assignment werd deze machine gebruikt om een muur van een brandend huis te steunen zodat die niet om zou vallen.
ZendtruckEen wagen met zeer krachtige straalzender. Deze wordt gebruikt om het 'eigen' toestel Thunderbird 3 te redden wanneer de bemanning uitgeschakeld is in de aflevering Sun Probe.
Bomb NeutralizerDit wagentje wordt gebruikt om op afstand bestuurbare bommen onschadelijk te maken door de radiogolven ervan te verstoren. Dit wagentje wordt gebruikt in de aflevering Move and You're Dead.
Lasergear CutterEen voertuig op rupsbanden met een groot laserkanon waarmee deuren opengesneden kunnen worden. Hij wordt gebruikt in de aflevering 30 Minutes After Noon en de live-actionfilm. In deze film wordt dit apparaat gebruikt om te ontsnappen uit de Thunderbird 2-silo als die van Thunderbird 1 en Thunderbird 3 gesloten zijn.
Rescue pack vehicleZiet er hetzelfde uit als de Lasercutter maar heeft een kanon om capsules met daarin jetpacks af te schieten naar mensen die vast zitten in een verder niet te bereiken locatie. Wordt alleen gebruikt in de aflevering Edge of Impact.
ExcavatorDe excavator ("Vergruizer" in het Nederlands) is een voertuig dat steen en rotsblokken kan vergruizen tot grind. Deze werd in de aflevering Martian Invasion gebruikt om twee filmsterren te redden uit een door de Hood opgeblazen grot.
MonobrakeEen voertuig speciaal gemaakt voor vervoer in een monorailtunnel. De monobrake is zeer laag gebouwd, zodat de monorail eroverheen kan rijden zonder er tegenaan te botsen. Werd gebruikt in de aflevering The Perils of Penelope. De monobrake biedt plaats aan twee mensen. Volgens technische tekeningen kan het voertuig contact maken met de rail waardoor deze met een jet zich op hogere snelheid kan voortbewegen. In de serie is dit nooit vertoond.

#### Dicetylene Cage
De Dicetylene Cage is een speciale kooi aan een hijskabel die te zien is in de aflevering 30 Minutes After Noon. Hij is uitgerust met chemische schuimblussers en kan in de liftschacht van een brandend gebouw worden neergelaten; een klembevestiging biedt de mogelijkheid om een kapotte liftkooi eronder te redden. Het chemische schuim (Dicetylene) is een door Brains ontwikkelde supervertragende samengeperste verbinding die is ontwikkeld om zelfs de meest intense vlammen te doven. Onduidelijk is hoe het transport hiervan plaats vindt, en of dit een apart voertuig, of reddingsuitrusting van Thunderbird 2 is.
In de aflevering Cry Wolf krijgen twee kinderen een rondleiding door de opslagruimte van de reddingsvoertuigen. Hierbij zijn onder andere enkele voertuigen te zien die in geen enkele aflevering een rol spelen.

## Andere voertuigen van International Rescue

### FAB 1
De FAB 1 is de auto van Lady Penelope. FAB 1 is een  roze Rolls Royce met zes wielen en als dak een glazen koepel. De bestuurder van de wagen zit in het midden. Voor het filmen werden één model van 15 cm lang en één van 2,1 meter lang gebruikt.
De FAB 1 is kogelwerend en is uitgerust met allerlei James Bondachtige snufjes zoals machinegeweren achter de koplampen, oliespuiters, grijphaken, een rookgordijn, en de mogelijkheid om te varen. In de tweede film blijkt de wagen ook nog over ski's te beschikken voor rijden over sneeuw.
De grill van de FAB 1 uit de serie is door een echte Rolls Royce-fabriek gemaakt. FAB 1 was daarmee de enige auto die niet door Rolls Royce is vervaardigd en toch de naam mocht dragen. Die grill, inclusief de beroemde engel, werd gebruikt voor close-up opnames.  Later wilde Rolls Royce er echter niets meer mee te maken hebben. 
FAB 1 is misschien vernietigd in de tweede film waar hij nog aan boord was van SkyShip One toen deze neerstortte en ontplofte.
Voor de live-actionfilm kregen de producers geen toestemming om de naam Rolls Royce of de kenmerkende grill te mogen gebruiken. Daarom is FAB 1 in deze film een zwaar aangepaste Ford Thunderbird. In de film kan de auto zelfs vliegen met behulp van uitklapbare vleugels en een raketmotor. Deze filmversie van de auto werd onder andere uitgetest in het programma Top Gear, waarin geconcludeerd werd dat het in praktijk niet zo’n praktische auto is vanwege de lengte en bouw.  
Er zijn twee exemplaren op ware grootte gemaakt van de oorspronkelijke FAB 1.  De eerste lijkt het meest op die in de serie, is 6,7 meter lang, en staat tegenwoordig in het Orlando Auto Museum te Florida. Hij was jarenlang verdwenen en werd teruggevonden in een schuur. Na restauratie kwam hij in een Brits automuseum. Toen dat sloot werd hij naar Amerika verkocht.  Het tweede exemplaar heeft veel minder voorzieningen en werd gebruikt bij de uitvaart van Gerry Anderson in 2013.

### FAB 2
Het jacht van Lady Penelope. Het komt alleen voor in de serieaflevering The Man From MI.5. Het wordt daar door Parker verspeeld in een casino. Ook verschijnt het in de film Introducing Thunderbirds op een speciale blu-rayuitgave van de Thunderbirds.

### Hover Jets
De Hover Jets zijn eenpersoons-scooters die net als een hovercraft laag boven de grond zweven. Ze worden door alle leden van International Rescue gebruikt voor transport in een rampgebied. De hover jets waren eerder al te zien in de serie Fireball XL5.

## Overig

### Fireflash
Dit is geen toestel van International Rescue, maar een commercieel vliegtuig met zes atoommotoren dat in staat is om zes keer zo snel te vliegen als het geluid. Een bijwerking is alleen dat het vliegtuig niet langer dan 3 uur achter elkaar mag vliegen omdat anders het schild dat de passagiers beschermt tegen de straling van de atoommotoren het begeeft. Het vliegtuig kan op een hoogte van 76 kilometer vliegen.
Fireflash komt in meerdere Thunderbirdafleveringen voor. In Trapped in the Sky en Operation Crash-Dive speelt het toestel een hoofdrol aangezien het daarin gered moet worden. Remake-aflevering 5 Fireflash van seizoen 1 is een bewerking van de allereerste aflevering in 1965, als eerbetoon. Er zijn veel overeenkomsten, inclusief de muziek van Barry Gray. 

### Heli-jet
Een helikopter aangedreven door straalmotoren. Ook dit is geen International Rescue-voertuig, maar een algemeen gebruikt toestel. Vrijwel alle helikopters in de futuristische wereld van de Thunderbirds zijn heli-jets.

### Monorail
Een trein die niet op rails rijdt, maar aan een enkele rail boven de grond hangt. Deze treinen hebben in de wereld van de Thunderbirds alle andere typen treinen verdrongen, waaronder de Metro van Londen. In de live-actionfilm wordt een pilaar van de Monorail van Londen geraakt door The Mole en valt een wagon het water in.  
Hiernaast zijn er nog talloze andere voertuigen in de reeksen en films te zien, die in de problemen komen, verongelukken, of te hulp komen. Zoals vele brandweerauto's.  En ook voertuigen die alleen maar figureren. Bijvoorbeeld een gewone auto naast een enorm groot toestel als bijvoorbeeld de Zero-X, om het verschil in grootte te benadrukken. 
In de eerste bioscoopfilm speelt het Zero-X-raketvliegtuig de hoofdrol, en in de tweede bioscoopfilm Skyship One.